# Château de Careil
Le château de Careil est un manoir fortifié remontant au Moyen Âge, situé près du village de Careil de la commune française de Guérande (département de la Loire-Atlantique en région Pays de la Loire). Jusqu'en 1789, il faisait partie de la province de Bretagne, issue du duché de Bretagne (937-1532).
Construit à partir de la fin du XIVe siècle, et agrandi aux XVe et XVIe siècles, ce manoir a d'abord eu une fonction défensive, comme en témoigne la courtine crénelée qui subsiste encore aujourd'hui. Il ne reste plus que deux des quatre ailes d'origine, le logis seigneurial au nord et l'ancienne garnison à l'ouest. 
Il est inscrit au titre des monuments historiques depuis le 16 juillet 1925. Habité à l'année, il constitue un lieu d'attraction touristique durant la belle saison.

## Localisation
Il est situé un peu à l'est du village de Careil, à environ 1,5 km de la gare de La Baule-Escoublac et environ 3,5 km du centre-ville de Guérande. À plus petite échelle, il est à 15 km à l'ouest de Saint-Nazaire, 90 km à l'ouest de Nantes et 50 km au sud-est de Vannes.
Il est desservi par la rue du Château Careil, qui part de la RD 92 (entre La Baule et Guérande) et se prolonge par la rue Brenave (vers la campagne en arrière de La Baule). Il peut aussi être atteint par la piste cyclable reliant La Baule (avenue des Salines) à Guérande-centre, sur le tracé d'une ancienne voie de chemin de fer. 

## Histoire
Le château passe aux mains de plusieurs familles au cours de son histoire, souvent du fait du mariage de l'héritière de la seigneurie, mais aussi par achat. 

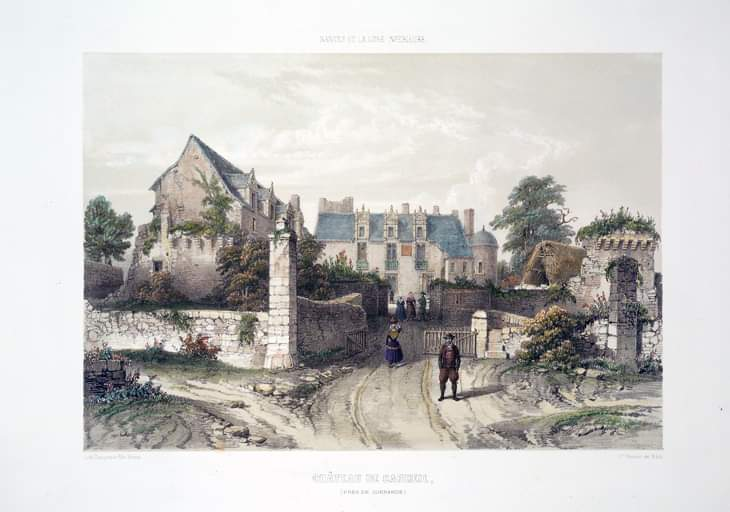
Château de Careil, représentation ancienne.

### Un lieu de culte protestant auXVIesiècleet auXVIIesiècle
À l'époque de la Réforme, il appartient à des nobles protestants, notamment à Jean II du Bouays (seigneur dans les années 1550-1580). Les anciennes écuries de la garnison servent de lieu de culte et le château devient un point d'appui pour les protestants de la presqu'île guérandaise (il existe un temple à Guérande et un à la Roche-Bernard ; au Croisic, le manoir de Kervaudu appartient également à une famille protestante). 
Pendant les guerres de Religion (1562-1598), le château est attaqué et pillé le 11 mai 1589 par les troupes de la Ligue catholique. 
En 1699, quatorze ans après la révocation de l'édit de Nantes (promulgué par Henri IV en 1598), le manoir est saisi et vendu aux enchères[réf. nécessaire].

### Propriétaires ultérieurs
Il est la propriété successive des familles La Chapelle de la Rochegeffart, Foucher de Careil, Maillard, Davenière (à partir de 1933), aujourd'hui de Marion (depuis 1996),.
Après être devenu un restaurant au début du XXe siècle, le site, actuellement habité à l'année, est en partie ouvert à la visite.

## Description
C'est un château médiéval doté à la Renaissance de lucarnes ornées de coquillages.
Il est à l'origine construit autour d'une cour carrée et entouré d'une douve. On y accédait alors par un pont-levis défendu par deux tours et un mur fortifié au sud. Ces éléments ont aujourd'hui disparu.
Au nord, le logis seigneurial est parvenu jusqu'à nous. Il est bâti dans un style renaissance. Les fenêtres à meneau d'origine sont modifiées à la suite de l'impôt sur les portes et fenêtres institué en 1798. Le donjon d'origine, qui se situait à l'arrière du logis seigneurial, s'effondre au milieu du XIXe siècle par manque d'entretien. Une partie de l'escalier qui y conduisait est encore visible dans le vestibule du logis seigneurial.
À l'ouest, l'aile militaire, toujours visible de nos jours, accueillait à l'origine une garnison de quarante soldats. Au rez-de-chaussée se situaient les écuries et une salle commune. À l'étage se trouvait le dortoir des soldats. Ceux-ci dormaient sur des paillasses. Deux ouvertures fermées par des volets blancs situées sous les lucarnes aux extrémités permettaient d'évacuer directement la paille usée dans la cour du château et de hisser la paille fraîche, l'escalier en colimaçon d'accès au dortoir rendant ces opérations difficiles. Au XIXe siècle, alors que le château a perdu sa fonction défensive, des ouvertures sont percées dans les murs du rez-de-chaussée, notamment des fenêtres et une porte-fenêtre.
L'aile située à l'est disparaît dans un incendie accidentel au XVIIIe siècle. Elle comportait une cuisine d'où l'incendie est parti, un four banal, une chapelle et un pigeonnier. Les éléments endommagés par l'incendie ne sont pas restaurés et les pierres sont remployées. Il ne reste aucune trace de ces différents éléments de nos jours. Après l'incendie, une cuisine plus petite et une chapelle sont aménagées dans l'aile de l'ancienne garnison.

## Galerie
Cartes postales anciennes
Photos actuelles

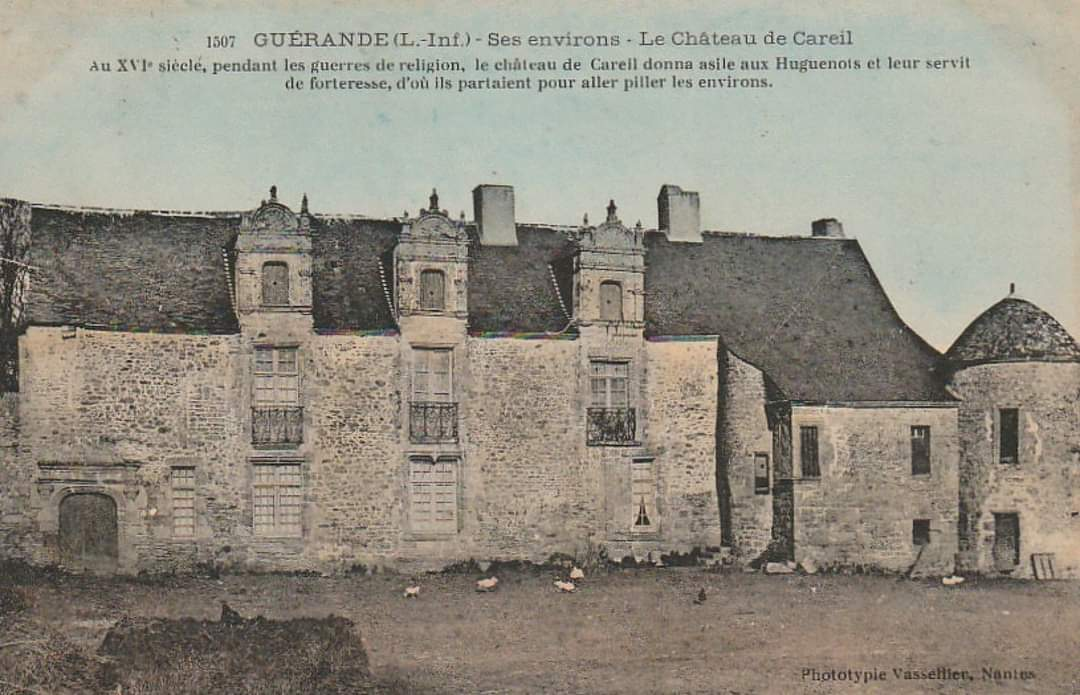
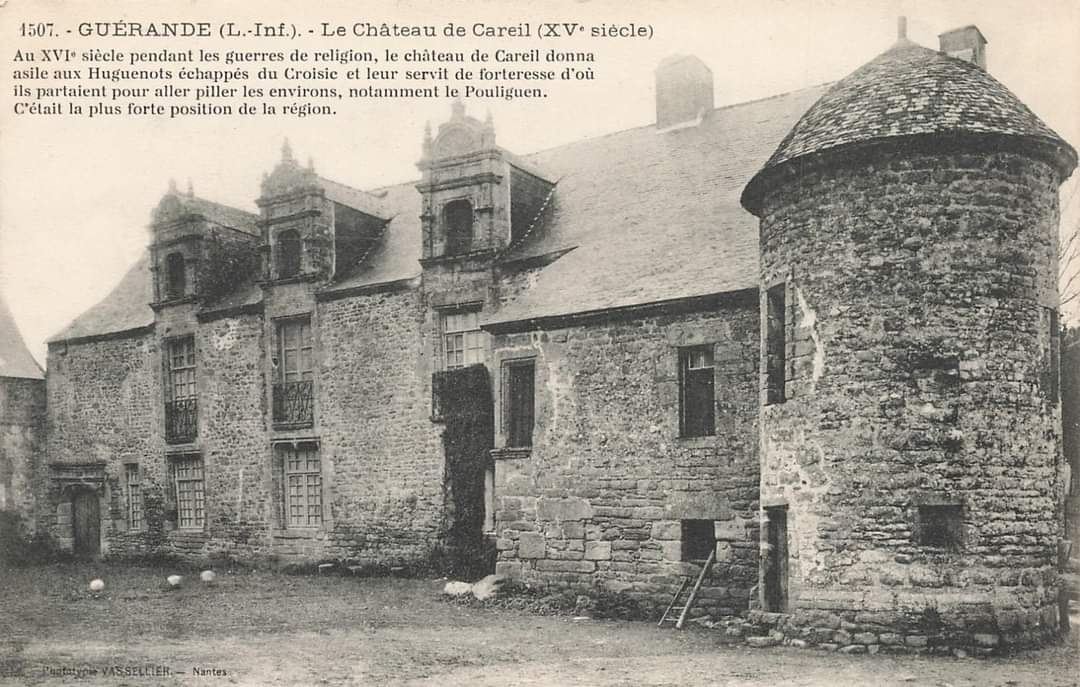

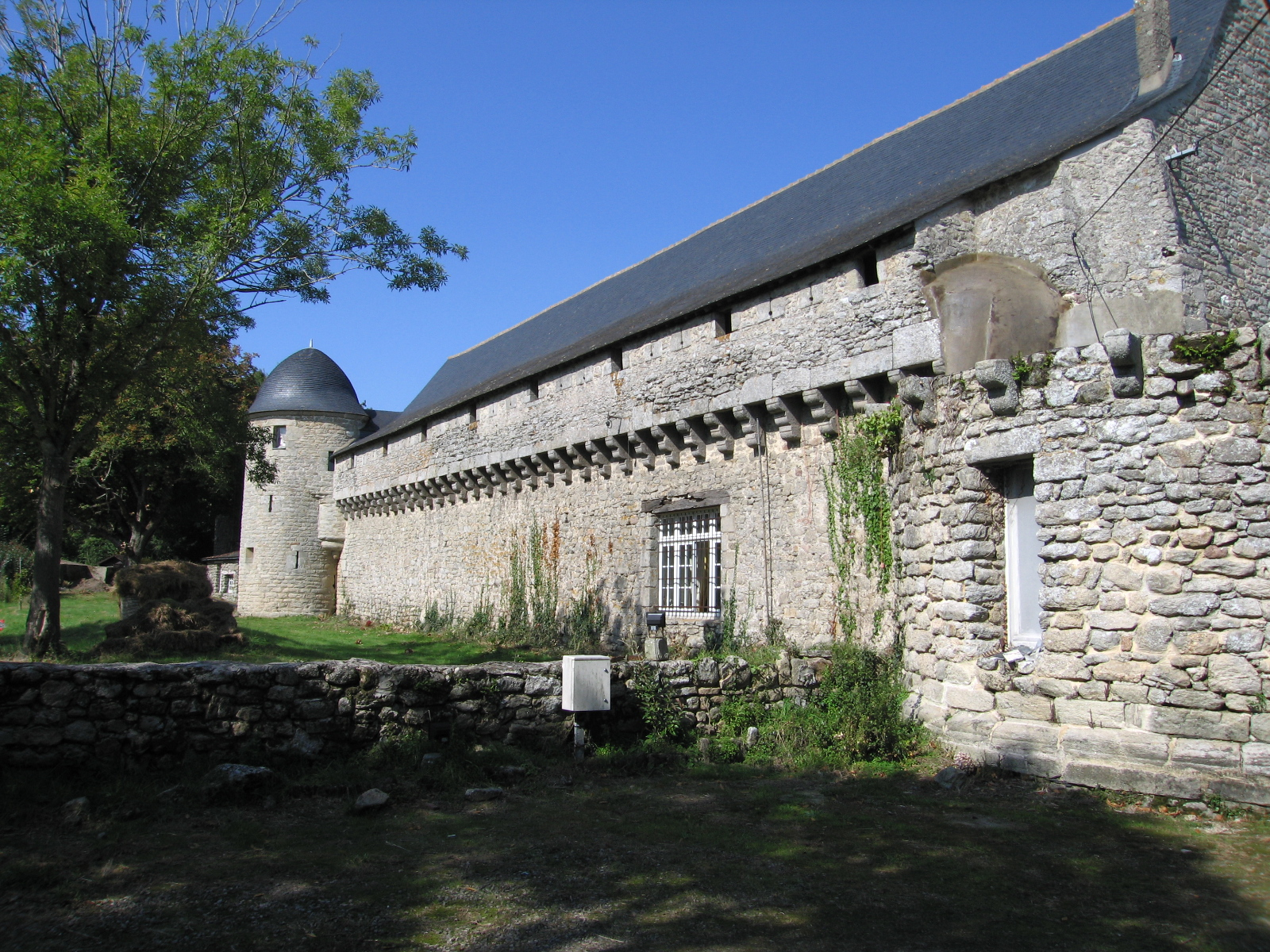
L'ancienne garnison, aile ouest, côté extérieur.
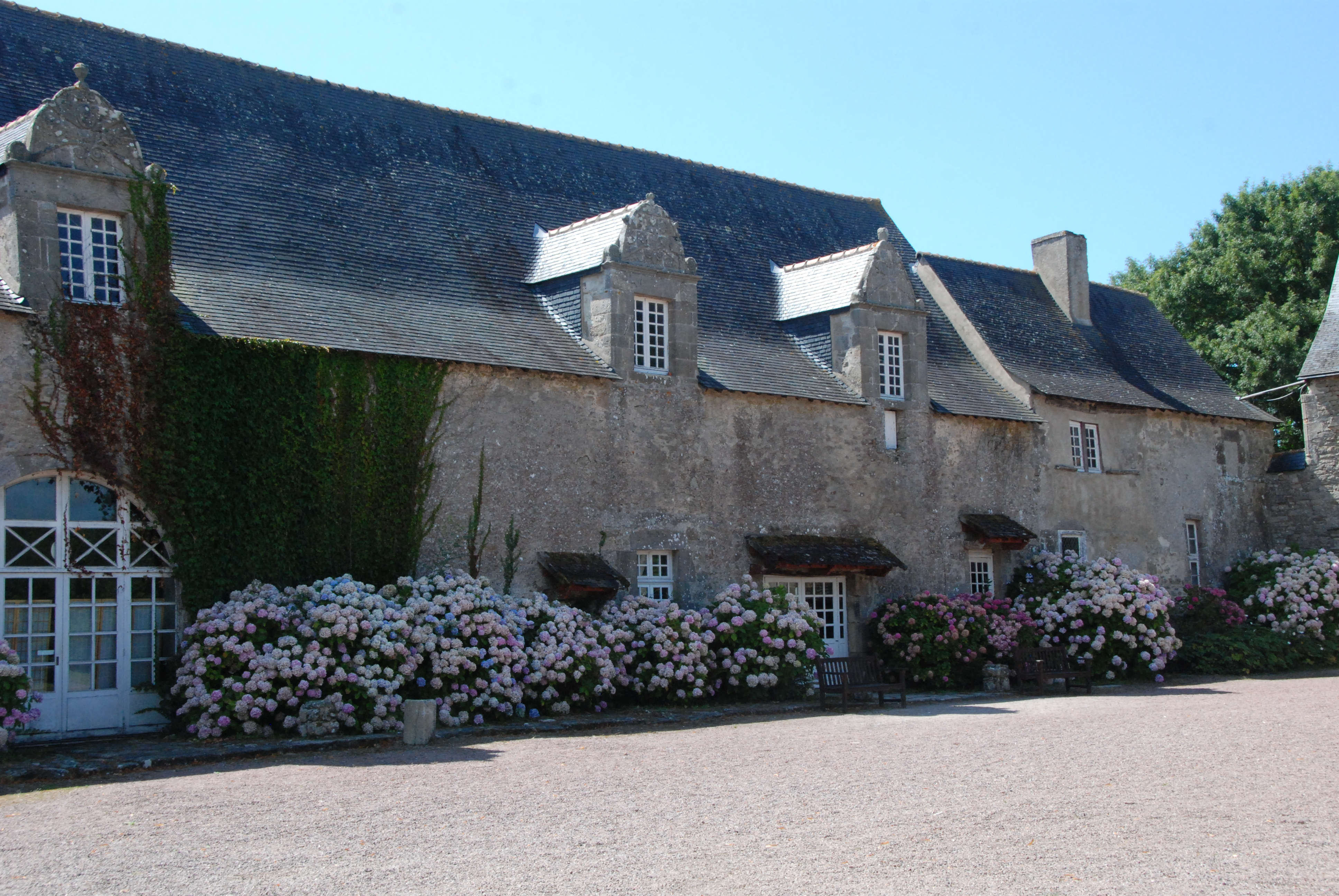
L'ancienne garnison, côté cour.
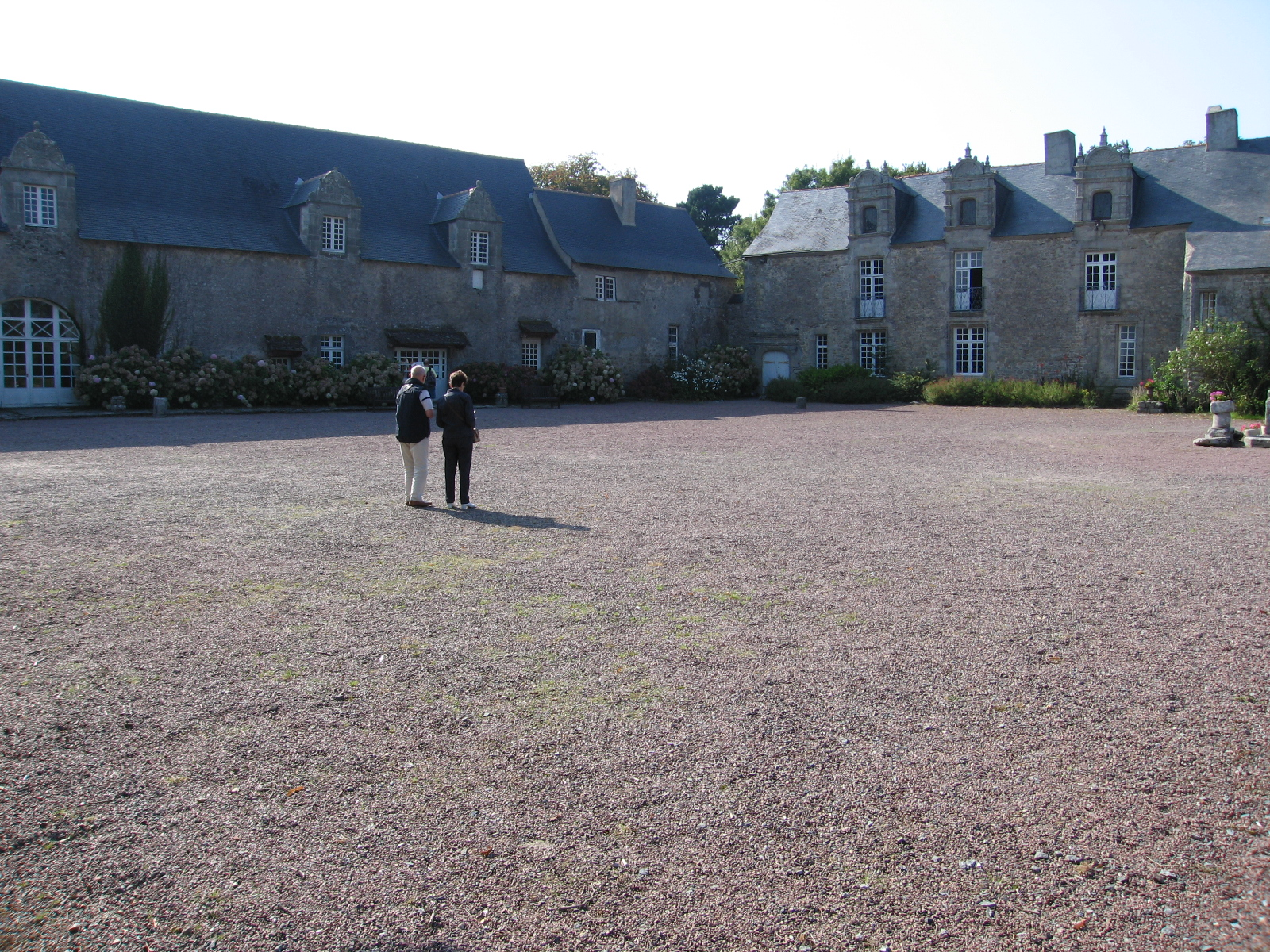
Vue d'ensemble côté cour.